# Педесет девета изложба УЛУС-а (1977)
Педесет девета изложба УЛУС-а (1977) је трајала од 5. до 24. маја 1977. године. Одржана је у галеријском простору Удружења ликовних уметника Србије, односно у Уметничком павиљону "Цвијета Зузорић", у Београду.

## О изложби
Избор радова за изложбу је извршио Уметнички савет Удружења ликовних уметника Србије, у саставу:
1. Ангелина Гаталица
2. Љиљана Блажеска
3. Нандор Глид
4. Ђорђе Илић
5. Никола Јанковић
6. Илија Костов
7. Божидар Џмерковић
8. Мирослав Арсић
9. Живко Ђак

### Награде
Добитници награда на овој Педесет деветој изложби УЛУС-а (1977) су:
- Златна палета - Јован Ракиџић
- Златна игла - Живко Ђак
- Златно длето - Борислава Недељковић Продановић

## Излагачи

### Сликарство
1. Крста Андрејевић
2. Мирослав Анђелковић
3. Радомир Антић
4. Исак Аслани
5. Братомир Баругџић
6. Бошко Бекрић
7. Михаил Беренђија
8. Милан Блануша
9. Анђелка Бојовић
10. Соња Бриски
11. Љиљана Бурсаћ
12. Здравко Вајагић
13. Мелита Влаховљак
14. Зоран Вуковић
15. Живан Вулић
16. Горан Гвардиол
17. Јордан Гелевски
18. Вјера Дамјановић
19. Александар Дедић
20. Предраг Димитријевић
21. Милица Динић
22. Властимир П. Дискић
23. Дана Докић
24. Љиљана Дрезга
25. Славе Дуковски
26. Светозар Ђорђевић
27. Петар Ђорђевић
28. Милета Ђорђевић
29. Радивоје Ђуровић
30. Миленко Жарковић
31. Јован Зец
32. Оља Ивањицки
33. Биљана Јанковић
34. Драгољуб Јелесијевић
35. Владимир Јовановић
36. Драган Јовановић
37. Драгана Јовчић
38. Вера Јосифовић
39. Божидар Каматовић
40. Коста Кривокапић
41. Гордана Крсмановић Коцић
42. Владимир Крстић
43. Божидар Лазаревић
44. Драгомир Лазаревић
45. Грујица Лазаревић
46. Александар Луковић
47. Зоран Мандић
48. Милан Маринковић
49. Снежана Маринковић
50. Војислав Марковић
51. Мома Марковић
52. Надежда Марковић
53. Весна Мијачика
54. Миливоје Миладиновић
55. Радослав Миленковић
56. Милан Милетић
57. Вељко Миљковић
58. Бранимир Минић
59. Момчило Митић
60. Марклен Мосијенко
61. Милица Мујбеговић Бачић
62. Марина Накићеновић
63. Мирјана Николић Пећинар
64. Слободан Нојић
65. Лепосава Ст. Павловић
66. Ружица-Беба Павловић
67. Данка Петровска
68. Милорад Пешић
69. Божидар Продановић
70. Ђорђе Прудников
71. Миомир Радовић
72. Слободанка Ракић Дамјанов
73. Јован Ракиџић
74. Кемал Рамујкић
75. Владимир Рашић
76. Мирослав Савић
77. Рада Селаковић
78. Милан Сташевић
79. Боривоје Стевановић
80. Јовица Стевановић
81. Мирослав Стевановић
82. Радош Стевановић
83. Слободан Стефановић
84. Жарко Стефанчић
85. Мимица Стјепан
86. Миливоје Стоиљковић
87. Драгослав Стојановић Сип
88. Трајко Стојановић Косовац
89. Рафаило Талви
90. Србољуб Талијан
91. Тања Тарновска
92. Јелена Трпковић
93. Драган Ћирковић
94. Милена Чубраковић
95. Томислав Шеберковић

### Графика и цртеж
1. Бранимир Адашевић
2. Миодраг Анђелковић
3. Мирослав Арсић
4. Ђорђе Бошковић
5. Марија Брезавшчек
6. Биљана Вуковић
7. Милица Вучковић
8. Миле Грозданић
9. Драго Дошен
10. Живко Ђак
11. Јаков Ђуричић
12. Весна Зламалик
13. Доца Јанковић
14. Милица Јелић
15. Гордана Јоцић
16. Бранимир Карановић
17. Стеван Кнежевић
18. Емило А. Костић
19. Илија Костов
20. Велизар Крстић
21. Соња Ламут
22. Милан Мартиновић
23. Велимир Матејић
24. Душан Ђ. Матић
25. Павле Миладиновић
26. Бранко Миљуш
27. Зоран Мујбеговић
28. Синиша Пајић
29. Ратомир Пантић Звишки
30. Вера Симић
31. Радмила Степановић
32. Добри Стојановић
33. Трајко-Косовац Стојановић
34. Радован Хиршл
35. Нусрет Хрвановић
36. Златана Чок
37. Зоран Шурлан

### Вајарство
1. Никола Антов
2. Никола Вукосављевић
3. Ангелина Гаталица
4. Светислав Здравковић
5. Милан Лукић
6. Душан Марковић
7. Лепосава Милошевић
8. Борислава Недељковић Продановић
9. Драгиша Обрадовић
10. Владислав Петровић
11. Мице Попчев
12. Мирослав Протић
13. Душан Русалић
14. Михаило Станић

Удружење ликовних уметника Србије је изложило један део радова Моше Пијаде, који је био државник, публициста и један од чланова Удружења, поводом обележавања двадесет година од његове смрти.